# Municípios da China
A República Popular da China está dividida em quatro cidades administrativas independentes, isto é, que não são parte de nenhuma província do país, mas tendo autoridade e sendo regidas como uma. 

## Cidades

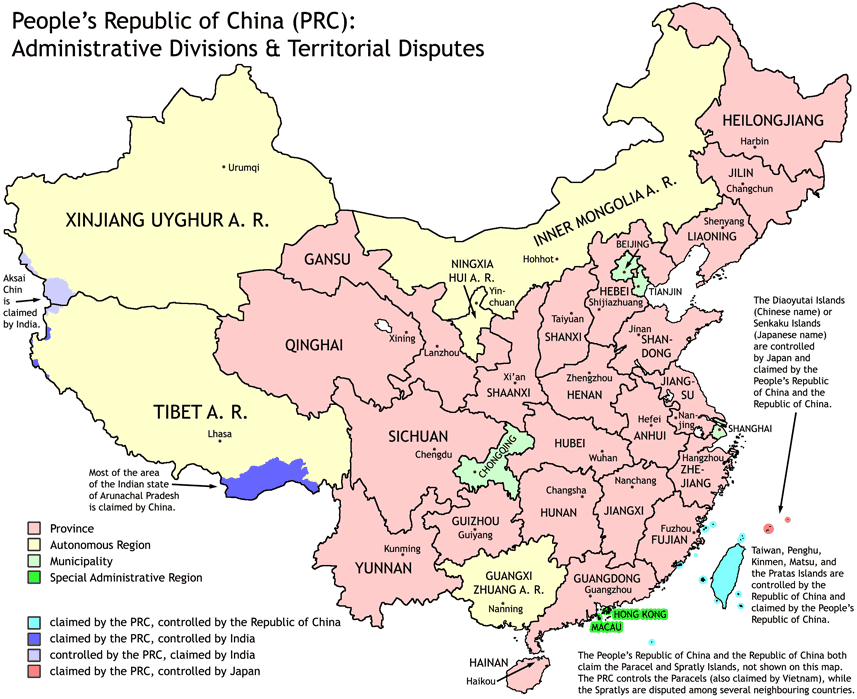
Cidades administrativas da República Popular da China (representadas a verde claro).

| Nome      | Chinês (T) | Chinês (S) | Pinyin    | Abreviatura | Area (km²) |
| --------- | ---------- | ---------- | --------- | ----------- | ---------- |
| Chongqing | 重慶       | 重庆       | Chóngqìng | 渝 yú       | 82,300     |
| Pequim    | 北京       | 北京       | Běijīng   | 京 jīng     | 16 800     |
| Tianjin   | 天津       | 天津       | Tiānjīn   | 津 jīn      | 11 305     |
| Xangai    | 上海       | 上海       | Shànghǎi  | 沪 hù       | 6 340      |